# François Rastier
François Rastier (Toulouse, 12 de fevereiro de 1945) é um linguista francês. Pesquisador da área de semântica e semiótica, ocupou o cargo de diretor de pesquisa emérito do Centre national de la recherche scientifique (CNRS).

## Carreira
Nascido em Toulouse em 1945, doutor em linguística e diretor de investigação do Centre national de la recherche scientifique (CNRS), François Rastier é especialista em semântica, disciplina que ajudou a ampliar e redefinir. Ele coordena a revista eletrônica Texto!.
O projeto intelectual de Rastier situa-se no quadro geral de uma semiótica da cultura. A "semântica interpretativa" pode ser definida como uma "síntese de segunda geração" da semântica estrutural europeia.

### Campo de pesquisa
Ele está particularmente interessado na interpretação do significado e sua dimensão cognitiva.
Empreendeu o "desenvolvimento de uma semântica interpretativa unificada, da palavra ao texto, e estendida ao corpus". Desenvolveu-se seguindo o trabalho de Michel Bréal e Ferdinand de Saussure, depois Louis Hjelmslev, Algirdas Julien Greimas, Eugen Coşeriu e Bernard Pottier. Suas unidades básicas são, entre outras, o sema e a isotopia. Ele segue os passos de seu mestre, Greimas, que se esforçou na década de 1960 para "aplicar a análise de unidades mínimas de significado – os semas – a unidades tomadas em contexto, com o objetivo de descrever universos semânticos". Mas, se nesta altura a linguística se limitava ao estudo das unidades linguísticas, sem ultrapassar os limites da frase, a investigação de François Rastier centrar-se-aria na exploração de uma "linguística do texto". Desde suas primeiras pesquisas partiu do princípio de que os semas se opõem, mas também se combinam. Este é um dos fundamentos da "semântica diferencial" que ele ajuda a fundar. Para Rastier, é estabelecida uma distinção fundamental entre sentido e significação: "o sentido é uma propriedade dos signos [e] o significado é uma propriedade dos textos", escreveu ele em 2001 em Arts et sciences du texte.
Além de seu trabalho em semântica, Rastier trabalhou na literatura de extermínio e no gênero do testemunho.

### Posições
Rastier opõe-se, tal como outros linguistas, à escrita inclusiva considerada "excludente" e imposta "através da propaganda". Segundo ele, a escrita inclusiva está ligada à "ideologia gerencial" e ao "politicamente correto". Ele declara: "nenhum ativista inclusivo e decolonial parecia estar preocupado com as tiranias que velam as mulheres, condenam os homossexuais, nem mesmo com o recente califado que vendeu os seus prisioneiros como escravos e crucificou nas encruzilhadas os homossexuais que tinham escapado à defenestração".
Denuncia de forma mais geral os estudos de gênero e raça na universidade. Ele diz sobre o discurso de gênero contemporâneo: "Sob o pretexto de derrotar o patriarcado (ocidental), ele ataca a democracia e o Estado de direito, bem como o secularismo. Finalmente, com a ajuda do antissemitismo, legitima programas políticos destrutivos, antes de mais nada o do Islamismo, igualmente irracionais, mas infelizmente muito mais coerentes".
Aparece regularmente no site Perditions idéologiques. Participa da associação jurídica de 1901 Laboratoire d’Analyse des Idéologies Contemporaines (LAIC) em conexão com a mídia online Observatoire du colonialisme et des idéologies identitaires. Escreve em particular sobre a "influência islâmica" que nota nas "mais diversas associações, desportivas, feministas, de saúde, até simples mutualidades".

## Publicações
- Idéologie et théorie des signes. Analyse structurale des Eléments d'idéologie d'Antoine-Louis-Claude Destutt de Tracy, La Haye/Paris, Mouton, 1972.
- Essais de sémiotique discursive, Paris, Mame, 1974. Réédition pdf. : http: //www.revue-texto.net
- L'isotopie sémantique, du mot au texte, thèse de doctorat d'État, Paris, Hachette, 1985.
- Sémantique interprétative, Paris, Presses universitaires de France, 1987 (en traduction russe, Dekom, Nijni-Novgorod ; espagnole, Siglo XXI, Mexico, 2005) .
- Sens et textualité, Paris, Hachette, 1989 (traduction anglaise : Meaning and Textuality, Toronto University Press, 1997). Réédition française en format pdf. : http: //www.revue-texto.net puis aux éditions Lambert-Lucas, en 2016 avec une préface inédite.
- Sémantique interprétative, Paris, Presses universitaires de France, 1987, 2 éd. 1996, ISBN 978-2130474043.
- Sémantique interprétative, Paris, Presses universitaires de France, 1987, 3 éd. 2009, ISBN 978-2130574958.
- Sémantique et recherches cognitives, Paris, Presses universitaires de France, 1991, (seconde édition augmentée, 2001).
- Herméneutique : textes, sciences, Paris, Presses universitaires de France, 1998 ISBN 2130486762.
- Arts et sciences du texte, Paris, Presses universitaires de France, 2001 (en traduction bulgare, Sofia, Lik ; italienne, Rome, Meltemi, rééd. Rome, Aracné, 2016 ; espagnole, Madrid, Biblioteca Nueva, 2012 ; arabe, Casablanca, Toubkal, , 2010).ISBN 978-2130519324.
- Ulysse à Auschwitz. Primo Levi, le survivant, Paris, Cerf, Coll. Passages, 2005  (traduit en espagnol, Barcelone, Reverso, 2005 ; rééd. Madrid, Casimiro,, italien, Naples, Liguori, 2009).ISBN 978-2204076173.
- La mesure et le grain. Sémantique de corpus, Paris, Champion, 2011 ISBN 978-2745322302.
- Apprendre pour transmettre. L'éducation contre l'idéologie managériale, Paris, Presses universitaires de France,coll. Souffrance et théorie, 2013 .
- Saussure au futur, Les Belles-Lettres/Encre Marine, 2015.
- Naufrage d'un prophète. Heidegger aujourd'hui, Paris, Presses universitaires de France, 2015 ISBN 978-2-13-061948-2.
- Heidegger, messie antisémite: Ce que révèlent les cahiers noirs, Paris, Le Bord de l'Eau (« Clair & Net » ), 2018 ISBN 978-2356875907.
- Faire sens. De la cognition à la culture. Paris: Classiques Garnier. 2018.
- Mondes à l'envers. De Chamfort à Samuel Beckett. Paris: Classiques Garnier. 2018.
- Exterminations et littérature. les témoignages inconcevables (em francês). Paris: PUF. 2019. 411 páginas. ISBN 978-2130818939

### Trabalhos dirigidos e colaborações
- Sémiotique narrative et textuelle. Paris: Larousse. 1973
- Sémantique pour l'analyse (avec Marc Cavazza et Anne Abeillé), Paris, Masson, 1994 (traduit en anglais, Semantics for Descriptions, Chicago, Chicago University Press, 2002). ISBN 978-2225845376.
- L’analyse thématique des données textuelles : l’exemple des sentiments (sous la direction de François Rastier), Paris, Didier, 1995.
- Textes et sens (sous la direction de François Rastier), Paris, Didier/InaLF, 1996.
- Herméneutique : textes, sciences (avec J.-M. Salanskis et R. Scheps), Paris, Presses universitaires de France, 1997.
- Vocabulaire des sciences cognitives (sous la codirection de François Rastier), Paris, Presses universitaires de France, 1998 (traduit en italien, Rome, Riuniti ; espagnol, Amorrortu, anglais, Routledge).
- Une introduction aux sciences de la culture (sous la codirection de François Rastier et de Simon Bouquet), Paris, Presses universitaires de France, 2001.
- Academic Discourse : Interdisciplinary Approaches (sous la codirection de François Rastier et Kjersti Floettum), Oslo, Novus, 2003.
- La linguistique de corpus (collectif), Rennes, Presses universitaires de Rennes, 2005 ISBN 978-2753500464.
- Écrire en langues - Littératures et plurilinguisme (en collaboration avec Olga Anokhina), Paris, Archives contemporaines, 2015
- De l'essence double du langage et le renouveau du saussurisme, Limoges, Lambert-Lucas, 2016. Première édition : De l’essence double du langage et le renouveau du saussurisme, Arena Romanistica, 12, 2013.
- Semiotica E Cultura : dos discursos aos universos construidos (sous la codirection de François Rastier et de Maria de Fatima Barbosa de M. Batista), Congresso Internacional de Semiotica e Cultura - Semicult Joao Pessoa, UFPB, 2015.
- « Entretien avec François Rastier », dans Hélène Tessier (dir.), Psychanalyse et théorie du sens. Jean Laplanche et la sémiotique ), Préface de Christophe Dejours, Paris, PUF / Humensis, 2021, ISBN 978-2-13-083243-0, présentation.
- «Topoï et interprétation». Études françaises. 36 (1): 93-107. 2000. doi:10.7202/036172ar.

### Edições
- Hjelmslev, L. (1971). Essais linguistiques. Paris: Minuit.
- Hjelmslev, L., Nouveaux Essais, Paris, Presses universitaires de France, introduction (pp. 7-22) et notes, 1985
- Coseriu, E. L’Homme et son langage (avant-propos par François Rastier, en collaboration avec Hiltraud Dupuy-Engelhardt), Bibliothèque de l’Information grammaticale, Louvain, Peeters, 2001
- Plurilinguisme, interculturalité et emploi : défis pour l'Europe (édition, en collaboration avec François-Xavier d'Aligny, Astrid Guillaume, Babette Nieder), Paris, L’Harmattan, 2009

### Dossiês e números de revistas
- Sémantique et Intelligence artificielle, Langages, 87 (numéro dirigé par François Rastier), 1987.
- Le sémiotique, Intellectica, 23 (dossier codirigé par François Rastier), 1996.
- Corpus en Lettres et Sciences sociales — Des documents numériques à l’interprétation (sous la codirection de François Rastier et de Michel Ballabriga), Texto ! — Textes et cultures (pour l’édition numérique) et CALS-Presses universitaires du Mirail (pour l’édition papier), 2007.

### Artigos e números especiais
- Sciences du langage et recherche cognitive, Histoire, Epistémologie, Langage, XI, 1, 1989.
- Semiosis, nouvelle série, I, 2, 1997 (dossier de huit articles traduits en castillan).
- Sens et Action, Anthropologie et sémiotique des cultures, Journal des Anthropologues, 2001 (en collaboration avec Jean-Pierre Caprile et André-Marie Despringre).